# أندرو سالتر (عالم نفس)
أندرو سالتر (بالإنجليزية: Andrew Salter)‏ هو عالم نفس أمريكي، ولد في 9 مايو 1914، وتوفي في 6 أكتوبر 1996.